# Diaspor

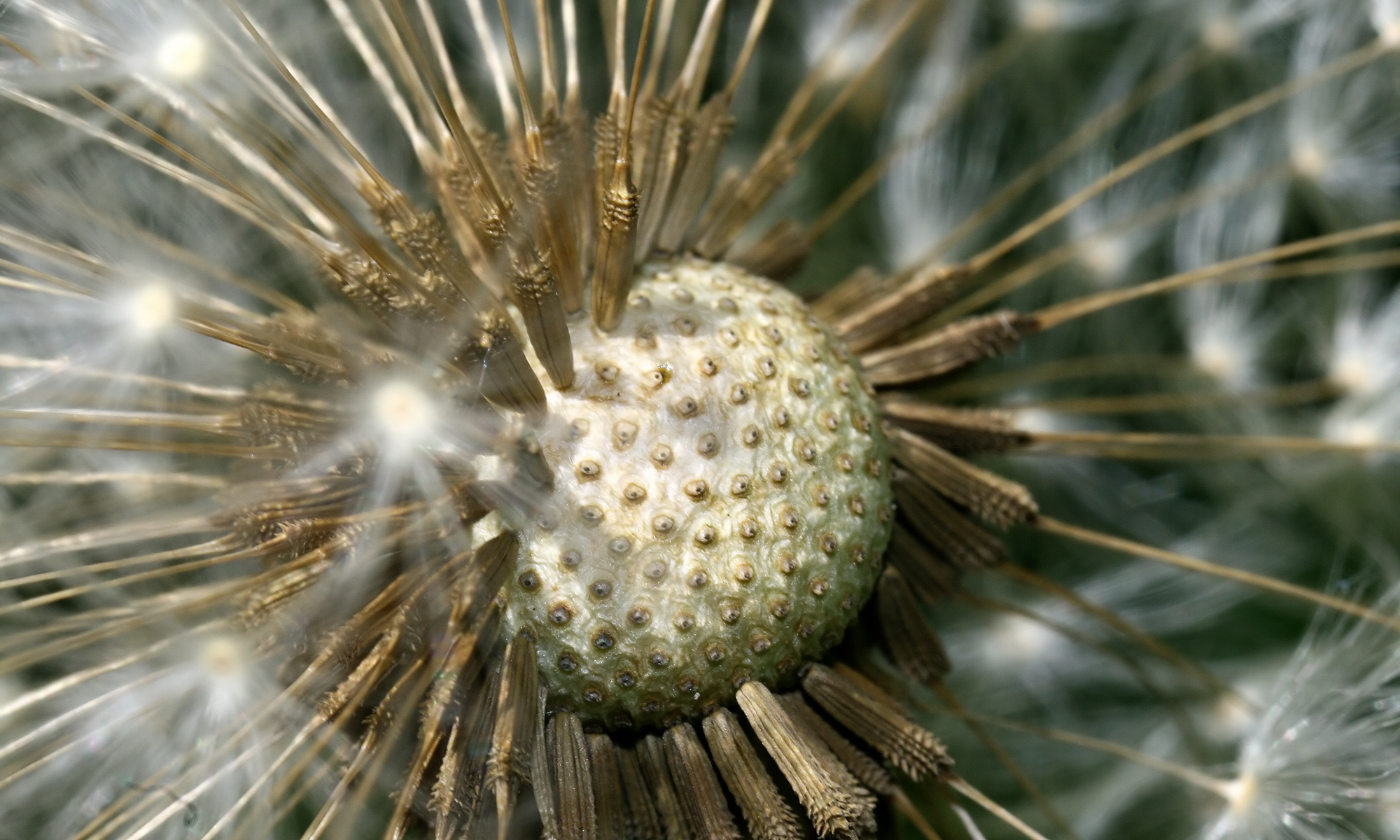
De vingade frukterna hos en maskros använder vinden för att sin spridning.

Diaspor, spridningsenhet, är en växtdel hos växter och liknande organismer som möjliggör förökning eller spridning av plantan. Dess syfte är att ge en växt, svamp eller alg möjlighet att nå nya växtplatser. Begreppen spridningskropp eller diaspor kan även användas för djur, där ägg, larver och vilostadier är exempel på spridningskroppar.
En diaspor kan antingen vara vegetativ eller fruktifikativ. Exempel på vegetativa (könlösa) förökningsenheter är groddknoppar, skottdelar, revor och bulbiller (topplökar) hos vitlöksplantan. Exempel på fruktifikativa förökningsenheter är sporer, frön, frukter och fruktförband.
Hos ormbunkar och mossor är sporer de viktigaste spridningsenheterna. Detta gäller även hos svampar och alger, och där diasporer med egen rörelseförmåga benämns zoosporer.
En diaspor kommer i de flesta fall att dö på vägen till en ny möjlig växtplats. Om den trots oddsen lyckas etablera sig och leva vidare har den möjlighet att bilda en planta som kan ge upphov till egna diasporer.
Ordet diaspor kommer från grekiskans diaspora ('utspridning'), vilket även gett upphov till diaspora.